# Ulrike Pilarczyk
Ulrike Pilarczyk (* 1956 in Altenburg) ist eine deutsche Erziehungswissenschaftlerin.

## Leben
Nach dem Diplom-Lehrer-Studium (1974–1978) an der Universität Leipzig (1978: Diplom-Lehrerin für die Fächer Deutsch/Französisch) war sie von 1978 bis 1983 Lehrerin an einer allgemeinbildenden Schule in Berlin. Nach der Promotion A 1986 in historischer Pädagogik an der Akademie der Pädagogischen Wissenschaften der DDR war sie von 1986 bis 1991 wissenschaftliche  Mitarbeiterin in der Abteilung Historische Pädagogik der Akademie der Pädagogischen Wissenschaften Berlin (APW). Nach der Habilitation 2002 für das Fach Erziehungswissenschaft an der Humboldt-Universität zu Berlin ist sie seit 2012 außerplanmäßige Professorin an der TU Braunschweig.
Ihre Forschungsschwerpunkte sind bildanalytische Forschungsmethoden im Bereich von Erziehungs- und Sozialwissenschaften, historische Bildungsforschung.

## Schriften (Auswahl)
- Zur Entwicklung des Prinzips der Naturgemässheit in der Erziehungskonzeption F. A. W. Diesterwegs unter besonderer Berücksichtigung des Einflusses J. J. Rousseaus und der Auseinandersetzung mit K. v. Raumer. 1987, OCLC 634726438.
- mit Ulrike Mietzner: Das reflektierte Bild. Die seriell-ikonografische Fotoanalyse in den Erziehungs- und Sozialwissenschaften. Bad Heilbrunn 2005, ISBN 3-7815-1409-9.
- Gemeinschaft in Bildern. Jüdische Jugendbewegung und zionistische Erziehungspraxis in Deutschland und Palästina/Israel. Göttingen 2009, ISBN 978-3-8353-0439-0.

## Ehrungen
- 2024: Bundesverdienstkreuz[1]